# Saint-Anthot
Saint-Anthot ist eine französische Gemeinde mit 63 Einwohnern (Stand: 1. Januar 2022) im Département Côte-d’Or in der Region Bourgogne-Franche-Comté (vor 2016 Bourgogne). Sie gehört zum Arrondissement Dijon und zum Kanton Talant.

## Geographie
Saint-Anthot liegt etwa 32 Kilometer westlich von Dijon. Die Gemeinde wird umgeben von Saint-Mesmin im Norden, Vieilmoulin im Osten und Südosten, Aubigny-lès-Sombernon im Süden sowie Grosbois-en-Montagne im Westen. 

## Siehe auch

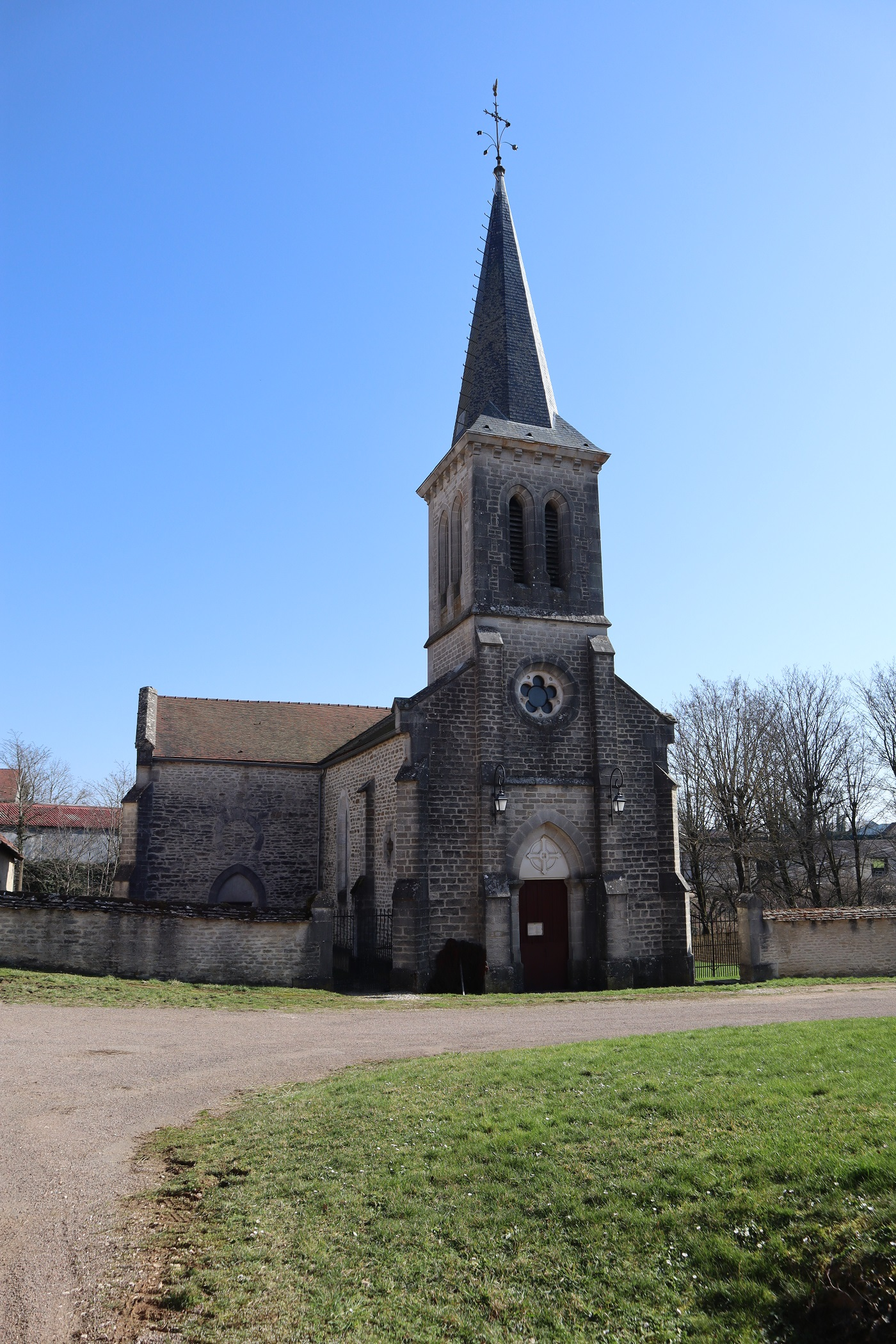
Kirche St-Antide

## Bevölkerungsentwicklung
| Jahr                       | 1962 | 1968 | 1975 | 1982 | 1990 | 1999 | 2006 | 2013 | 2019 |
| Einwohner                  | 72   | 47   | 45   | 45   | 45   | 44   | 48   | 75   | 56   |
| Quellen: Cassini und INSEE |      |      |      |      |      |      |      |      |      |